# Domèvre-en-Haye
Domèvre-en-Haye é uma comuna francesa na região administrativa de Grande Leste, no departamento de Meurthe-et-Moselle. Estende-se por uma área de 8,46 km². Em 2010 a comuna tinha 403 habitantes (densidade: 47,6 hab./km²).